# Valentin Merk

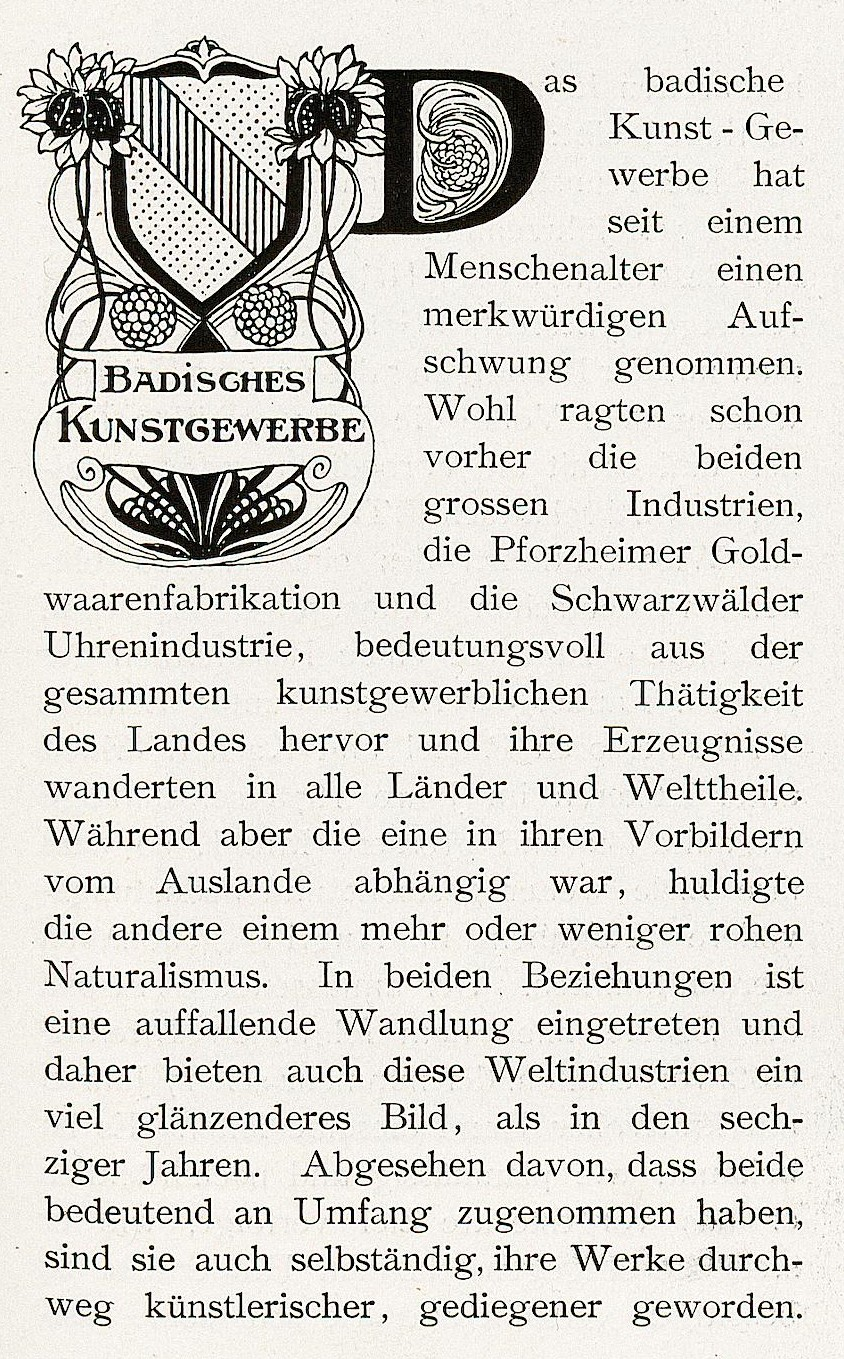
Artikelbeginn „Badisches Kunstgewerbe“ von 1899.

Valentin Merk (* 14. Februar 1853; † 1937) war ein deutscher Kunstpädagoge und Professor an der Kunstgewerbeschule Karlsruhe.

## Biografie
An der 1878 gegründeten Kunstgewerbeschule Karlsruhe unterrichtete Merk in der Architekturklasse, der Bildhauerklasse, der Ciselierklasse und den Klassen für Dekorationsmalerei, Glasmalerei und Keramik. Die Ausbildung von Zeichenlehrern und Kunsthandwerkern sowie die Förderung des Kunstgewerbes in Baden gehörte zu den Aufgaben des Kunsterziehers Valentin Merk.
Er erhielt für seine Verdienste den Zähringer Löwenorden (Ritter I. Klasse mit Eichenlaub) und die Jubiläumsmedaille.
Die Kunstgewerbeschule Karlsruhe ging 1920 in die heutige Staatliche Akademie der Bildenden Künste in Karlsruhe über.

## Familie
Valentin Merk war mit der Lehrerin Theresia, geb. Moll (1856–1912) verheiratet, einer Tochter des aus Oberrotweil stammenden Lehrers, Ratsschreibers und Winzers Johann Georg Moll (1823–1900). Aus der Ehe gingen die Rechtswissenschaftler Walther Merk und Wilhelm Merk (1887–1970) hervor. Zu seinen Enkeln gehört der Theologe Otto Merk.

## Werke
- Badisches Kunstgewerbe. In: Zeitschrift Kunst und Dekoration, Band IV, 1899 (Seite 445–465), reich illustriert.[5]
- Deutsche Glasmalerei-Ausstellung in Karlsruhe 1901, Berlin, Fischer & Franke, 1902.
- Der Zeichenunterricht in der Volksschule und den Lehrerbildungsanstalten, Überlingen Feyel 1891 Band 1, 1892 Band 2.